# Parotis squamopedalis
Parotis squamopedalis là một loài bướm đêm trong họ Crambidae.